# Espariz
Espariz é uma povoação portuguesa do Município de Tábua que foi sede da extinta Freguesia de Espariz, freguesia que tinha 9,32 km² de área e 633 habitantes (2011), e, por isso, uma densidade populacional de 67,9 hab/km².
Em 2013, no âmbito da reforma administrativa, a Freguesia de Espariz foi anexada à Freguesia de Sinde, criando-se a União de Freguesias de Espariz e Sinde.

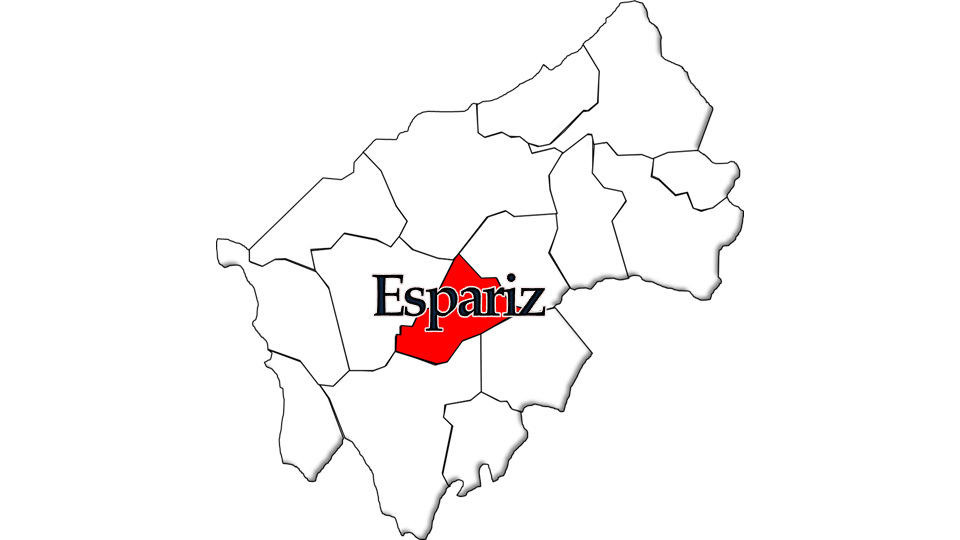
Localização no Município de Tábua

## População

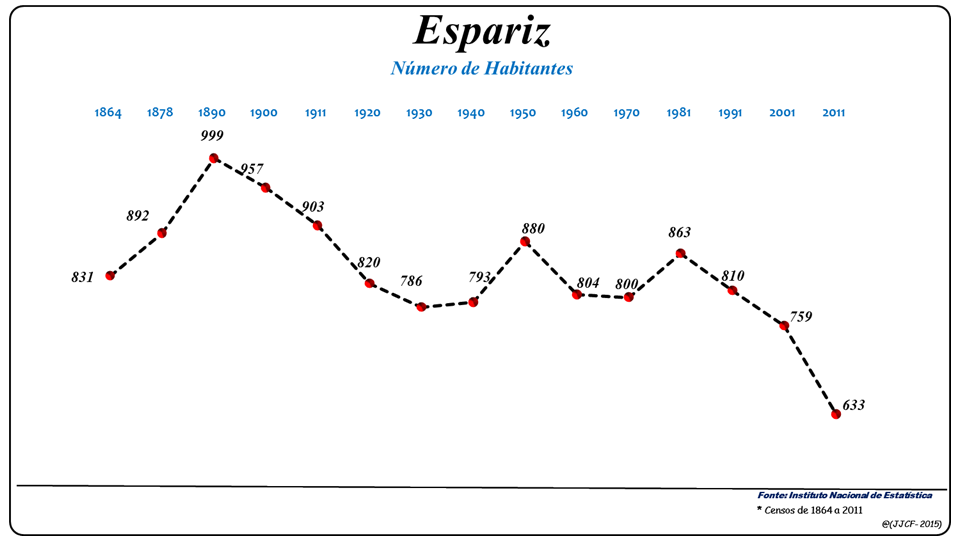
Evolução da População (1864 / 2011)

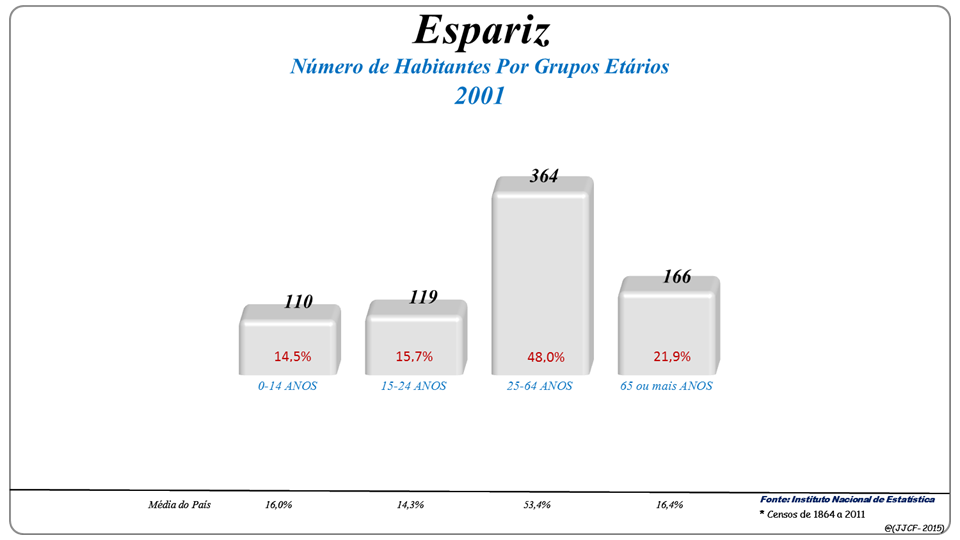
Grupos Etários (2001 e 2011)

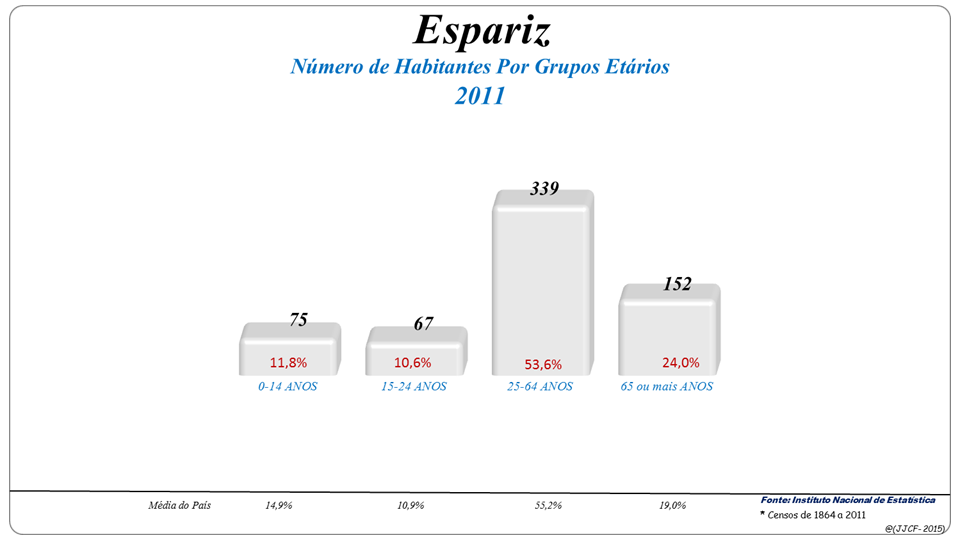
Grupos Etários (2001 e 2011)

| População da freguesia de Espariz | População da freguesia de Espariz | População da freguesia de Espariz | População da freguesia de Espariz | População da freguesia de Espariz | População da freguesia de Espariz | População da freguesia de Espariz | População da freguesia de Espariz | População da freguesia de Espariz | População da freguesia de Espariz | População da freguesia de Espariz | População da freguesia de Espariz | População da freguesia de Espariz | População da freguesia de Espariz | População da freguesia de Espariz |
| --------------------------------- | --------------------------------- | --------------------------------- | --------------------------------- | --------------------------------- | --------------------------------- | --------------------------------- | --------------------------------- | --------------------------------- | --------------------------------- | --------------------------------- | --------------------------------- | --------------------------------- | --------------------------------- | --------------------------------- |
| 1864                              | 1878                              | 1890                              | 1900                              | 1911                              | 1920                              | 1930                              | 1940                              | 1950                              | 1960                              | 1970                              | 1981                              | 1991                              | 2001                              | 2011                              |
| 831                               | 892                               | 999                               | 957                               | 903                               | 820                               | 786                               | 793                               | 880                               | 804                               | 800                               | 863                               | 810                               | 759                               | 633                               |

## Património
- Igreja de Nossa Senhora da Anunciação (matriz)
- Capelas de Santa Ana, de Santo António, do Santíssimo Sacramento e de Nossa Senhora da Conceição
- Casas da baronesa de Argamassa e das Ferreirinhas
- Casal do Espírito Santo